# Nonnendorf (Harth-Pöllnitz)
Nonnendorf ist ein Ortsteil von Burkersdorf, Gemeinde Harth-Pöllnitz im Landkreis Greiz in Thüringen.

## Geografie
Nonnendorf ist mit einer Ortsverbindungsstraße über Burkersdorf von Weida kommend verkehrsmäßig verbunden. Weiträumig ist der Ort vom Stadtwald Weidas umlagert. Nachbardörfer sind Burkersdorf, Frießnitz, Seifersdorf, Köfeln und Köckeritz.

## Geschichte
Urkundlich wurde der Weiler 1608 erstmals erwähnt.
Um diese Zeit standen im Weiler von Jakob Grünthal acht erbaute Häuser. Sie sollen eine Filiale von Burkersdorf gewesen sein. Man nannte damals das Dörfchen Naudorf. Ab 1616 tauchte dann der heutige Namen auf.
Die ruhige und schöne Lage veranlasste in jüngster Zeit Bürger, sich im Ort Häuser zu bauen.

## Wirtschaft
Der Ort ist nach wie vor land- und waldwirtschaftlich geprägt. Das Land wird durch die Agrarvereinigung der Gegend bewirtschaftet.